# Cheilophyllum dentatum
Cheilophyllum dentatum är en flenörtsväxtart som beskrevs av Ignatz Urban. Cheilophyllum dentatum ingår i släktet Cheilophyllum och familjen flenörtsväxter. Inga underarter finns listade i Catalogue of Life.